# Аерофобія
Аерофобія (лат. Aerophobia, від дав.-гр. Ἀήρ — «повітря» і φόβος — страх) — боязнь польотів на літальних апаратах.

## Опис
Аерофобія може бути як окремою фобією, так і доказом інших фобій, наприклад, клаустрофобії або акрофобії. Аерофобія, в першу чергу, є не хворобою, а її симптомом.
До боязні польотів, зазвичай, залучено більшу кількість уваги, ніж до інших страхів через часту необхідність польотів на літаках, особливо у професійній діяльності, і їх великої популярності.
За різними даними, зазвичай, аерофобія з'являється після 25 років. Близько 15 % дорослого, активного населення може страждати аерофобією.

## Ознаки та симптоми
Люди з аерофобією відчувають інтенсивний, постійний страх чи тривогу, коли розглядають можливість польотів, а також під час самого польоту. Вони уникають польотів, якщо це можливо, і цей страх, тривога та уникання викликають значні труднощі та порушують їх здатність функціонувати. Зліт, погана погода та турбулентність здаються найбільш стресовими аспектами літання.
Найекстремальніші прояви можуть включати панічні атаки або блювання при навіть видимості чи згадці про літак чи повітряні подорожі.
Приблизно 60% людей зі страхом перед літанням повідомляють про наявність іншого розладу тривожності.

## Відомі люди з аерофобією
- Адріано Челентано[4]
- Айзек Азімов[5]
- Мухаммед Алі[5]
- Тревіс Баркер[6]
- Деніс Бергкамп[7]
- Вупі Голдберг[8]
- Доріс Дей[9]
- Кім Чен Ір[5]
- Стенлі Кубрик[5]
- Ларс фон Трієр[10]